# Drosophila xenophaga
Drosophila xenophaga är en tvåvingeart som beskrevs av M.W.Y. Kam och W.D. Perreira 2003. Drosophila xenophaga ingår i släktet Drosophila och familjen daggflugor.
Artens utbredningsområde är Hawaii.